# Love Chaser
Love Chaser är en låt av svenska hårdrocksgruppen Europe och singel från skivan The Final Countdown. På singelns B-sida ligger balladen Carrie. Låten är skriven av Joey Tempest. Det var Love Chaser som man trodde skulle ge Europe det stora genombrottet, och inte The Final Countdown.

## Musiker
- Joey Tempest - sång
- John Norum - gitarr
- John Levén - elbas
- Ian Haugland - trummor
- Mic Michaeli - keyboard